# ديفيد كارمونا سييرا
ديفيد كارمونا سييرا (بالإسبانية: David Carmona Sierra) (11 يناير 1997 في إسبانيا - ) هو لاعب كرة قدم إسباني في مركز الدفاع. لعب مع نادي إشبيلية.

## وصلات خارجية
- ديفيد كارمونا سييرا على موقع قاعدة بيانات كرة القدم.إي يو (الإنجليزية)
- ديفيد كارمونا سييرا على موقع Soccerway.com (الإنجليزية)